# AeroRent
AeroRent (Russisch: АЭРО РЕНТ Авиакомпания) is een Russische luchtvaartmaatschappij met haar thuisbasis in Moskou. Zij voert passagierschartervluchten uit binnen en buiten Rusland.

## Geschiedenis
AeroRent is opgericht in 1995 en werd in 2002 overgenomen door de Master Groep.

## Vloot
De vloot van AeroRent bestaat uit:(nov.2006)
- 1 Hawker BAE-125-800
- 1 Tupolev TU-134A
- 2 Yakolev Yak-40A
- 1 Yakolev Yak-42D